# Francisque Gay
Francisque Gay fue un político francés. Nació el 2 de mayo del 1885 en Roanne (Loire), y murió el 22 de octubre del 1963 en París. También fue editor.

## Biografía
Encuentro Marc Sangnier y fue uno de los jefes de la  démocratie chrétienne (democracia cristiana). En 1924, fundó  La Vie catholique (la vida católica), y en 1932 el diario L'Aube. Sa maison d'édition, Bloud & Gay, fue un centro de resistencia contra el nazismo. Publica el Sillon, Démocratie, La Vie catholique y más especialmente L'Aube dèsde 1932 y que reaparece  en 1944. À la Liberación, fue uno de los fundadores del MRP. Trabajó en la  l'Assemblée consultative y en las dos Assemblées constituantes. Desde 1946 hasta 1951, fue un député de París.
Fue embajador en  Canadá en 1948-1950. 
No le gustaba la hostilidad del MRP en contra de  Mendès France, ni la política conservadora de su partido respecto del colonialismo. Estuvo cerca del general de Gaulle.
Francisque Gay fue el beau-père de Louis Terrenoire, quien fue ministro al principio de la  quinta república. 

## Funciones Gubernamentales
- Ministro de Estado del gobierno Charles de Gaulle (del 21 de noviembre de 1945 al 26 de enero de 1946)
- Vicepresidente del Consejo de gobierno de Félix Gouin (de 26 de enero al 24 de junio de 1946)
- Ministro de Estado del gobierno Georges Bidault (del 24 de junio al 16 de diciembre de 1946)

## Obras
- Bolchévisme et démocratie, 1919
- L'Irlande et la Société des Nations, 1921
- Dans les flammes et le sang, 1936
- La Tchécoslovquie devant notre conscience et devant l'Histoire
- Éléments d'une politique de presse
- Canada, XXe siècle, 1949
- Les démocrates d'inspiration chrétienne et l'exercice du pouvoir, 1951